# 機動戰士GUNDAM SEED MSV
機動戰士GUNDAM SEED MSV是《機動戰士GUNDAM SEED》的正式外傳作品之一，與《機動戰士GUNDAM SEED ASTRAY》系列有著微妙的關聯、補完劇情。「MSV」是全寫為MOBILE SUIT VARIATION，意思是指MS的變化，顯示出存在於該時空背景下，但在正傳動畫中可能未出現的MS。

## OVA作品
OVA作品有3份，其中一套為機動戰士高達SEED的外傳印象曲，其餘動畫都主要講述迷惘高達紅、藍、金色三機的部份行蹤。
- 機動戰士GUNDAM SEED MSV印象曲 - Zips (OVA) T.M.Revolution

先以地球聯邦軍攻擊Z.A.F.T.基地作開頭，印象曲中亦出現了大量外傳故事人物。
- 機動戰士GUNDAM SEED MSV - 迷惘高達紅色機 (OVA)
- 機動戰士GUNDAM SEED MSV - 迷惘高達藍色機 (OVA)

## 漫畫作品
MSV漫畫作品是刊載於Gundam Game ACE。內容雖短，但亦可作為其他篇章的前傳。
- 機動戰士GUNDAM SEED MSV - 黃昏的魔彈（漫畫）鴇田洸一

於《SEED ASTRAY》漫畫單行本第三冊刊載。
劇情以未獲取迷惘高達藍色機的叢雲劾攻擊札多的補給基地為基礎，相當於《SEED ASTRAY》的前傳。
- 機動戰士GUNDAM SEED MSV - 開膛手愛德（漫畫）鴇田洸一

於Gundam Game ACE Vol.2和機動戰士《GUNDAM SEED DESTINY ASTRAY》（漫畫）單行本第一冊刊載。
劇情以PS2遊戲軟體《機動戰士GUNDAM SEED無盡的明日》的「MISSION MODE 血染維多利亞宇宙港」為基礎，相當於機動戰士《SEED DESTINY ASTRAY》的前傳。

## MSV戰記
《機動戰士GUNDAM SEED MSV戰記》與《機動戰士GUNDAM SEED DESTINY MSV戰記》是Sunrise和Studio Orphee的千葉智宏的監修下，由Studio Nue的森田繁編織的短篇故事，配合使用各模型範例作品拍的情景照片而誕生的外傳。該戰記是以年表的記述與對話等把TV版動畫本篇沒有描寫到的不同時間軸和其他戰場作為舞台，當中在另外傳《ASTRAY》方面的活躍人物亦有登場。
- 《機動戰士GUNDAM SEED MSV戰記》（情景小說）森田繁

於HJ雜誌和機動戰士GUNDAM SEED DESTINY模型專輯Vol.2刊載。
共有7話。
- 《機動戰士GUNDAM SEED DESTINY MSV戰記》（情景小說）森田繁

於HJ雜誌和機動戰士GUNDAM SEED DESTINY模型專輯Vol.2刊載。
共有3話。

## 登場人物
地球聯邦軍
- 摩根·雪佛蘭（Morgan Chevalier，聲：大川透）

【性別：男性・自然人 / 年齡：48歲 / 所屬：地球連合軍歐亞連邦 / 駕駛機體：線性砲坦克、突擊達加、105砲筒型達加、艾古扎斯 / 異名：月下狂犬】
- 珍·休斯頓（Jane Houston，聲：冬馬由美）

【性別：女性・自然人 / 年齢：24歳 / 所屬：地球連合軍大西洋連邦、少尉 / 駕駛機體：Forbidden Blue（フォビドゥンブルー）、突擊達加、Deep Forbidden（ディープフォビドゥン） / 異名：白鯨】
- 蕾娜·伊梅里亞（Rena Imelia）

【性別：女性・自然人 / 年齢：27歲 / 所屬：地球連合軍大西洋連邦、大尉 / 駕駛機體：決鬥達加、暴風達加、巨劍型瘟神（初号機） / 異名：乱樱】
- 愛德華·哈勒森（Edward Harrelson，聲：松本保典）

【性別：男性・自然人 / 年齡：28歲 / 所屬：地球連合軍大西洋連邦 / 駕駛機體：先鋒式、突擊達加、決鬥達加、獵殺高達制式機、巨劍型瘟神 / 異名：開膛手愛德】
札多
- 志保·哈尼夫斯（Shiho Hahnenfuss，聲：大本真基子）

【性別：女性・調整者 / 年齡：不明（約16歲） / 所屬：札多・地上部隊→克魯澤隊→焦耳隊 / 駕駛機體：光束武器試驗型席古、薩克戰士專用機 / 異名：凤仙花】
- 米哈爾·寇斯特（Mikhail Coast，聲：私市淳）

【性別：男性・調整者 / 年齡：25歲 / 所屬：札夫特 / 駕駛機體：高機動型基恩、醫院渣古戰士 / 異名：醫生】
- 米蓋爾·艾曼（Miguel Aiman，聲：西川貴教）

【性別：男性・調整者 / 年齢：19歳 / 搭乗機：捷武專用機、捷武、捷武強襲型 / 異名：黄昏的魔弹】
三艦同盟
- 巴瑞·何（Barry Ho，聲：中井和哉）

【性別：男性・自然人 / 年齡：28歲 / 所屬：奧布→三艦同盟→南美獨立軍 / 駕駛機體：M1A異端式、尹專用雷斯塔、突擊達加、迷惘高達綠色機、民用迷惘高達JG特裝型 / 異名：拳神】
- 姜·凱利（Jean Carry，聲：中田讓治）

【性別：男性・調整者 / 年齡：41歲 / 所屬：地球連合軍大西洋連邦→廢物商→三艦同盟→廢物商 / 駕駛機體：基恩、長達加、M1異端式、M1A異端式 / 異名：閃耀凶星「J」】

## 登場機體
地球聯邦軍
- GAT-X399/Q Wild Dagger
- GAT-SO2R N達加N（N Dagger N）

札多
- ZGMF-X999A 渣古量產試作型（ZAKU Mass Production Trial Type）
- ZGMF-1000/AAL Noctiluca ZAKU Warrior
- XMF-P192P 混沌高達原型機（Proto-Chaos）
- ZGMF-1000/R4 Command ZAKU CCI
- ZGMF-X56S/θ 命運型脈衝鋼彈（Destiny Impulse Gundam）
- ZGMF-X101S ZAKU Splendor
- ZGMF-X2000CQGB&S GOUF Crusher
- ZGMF-X3000Q 天意渣古（Providence ZAKU）

三艦同盟
- ZGMF-XX09T 大魔骑兵（Dom Trooper）
- MVF-M12A Ootsukigata